# Fresnay-le-Long
Fresnay-le-Long ist eine französische Gemeinde mit 333 Einwohnern (Stand: 1. Januar 2022) im Département Seine-Maritime in der Region Normandie (vor 2016 Haute-Normandie). Sie gehört zum Arrondissement Dieppe und zum Kanton Luneray (bis 2015 Kanton Tôtes). Die Einwohner werden Fresnayéens genannt.

## Geographie
Fresnay-le-Long liegt etwa 34 Kilometer nördlich von Rouen im Pays de Bray. Umgeben wird Fresnay-le-Long von den Nachbargemeinden Saint-Maclou-de-Folleville im Norden und Nordwesten, Saint-Victor-l’Abbaye im Osten und Nordosten, Étaimpuis im Südosten, La Houssaye-Berenger im Süden sowie Varneville-Bretteville im Westen.

## Bevölkerungsentwicklung
| Jahr                      | 1962 | 1968 | 1975 | 1982 | 1990 | 1999 | 2006 | 2013 |
| Einwohner                 | 178  | 194  | 176  | 183  | 204  | 201  | 256  | 318  |
| Quelle: Cassini und INSEE |      |      |      |      |      |      |      |      |

## Sehenswürdigkeiten
- Kirche Saint-Nicolas

## Persönlichkeiten
- Henri Rivière (1864–1951), Maler, hier begraben